# Сіті-Центр
«Сіті-Центр» — перший торгово-розважальний центр міста Миколаєва та всього півдня України. Розташований на Центральному проспекті, будинок 98 на розі проспекту та Садової вулиці. Через проспект навпроти торговельного центру розташований готель «Миколаїв», через Садову вулицю — Кафедральний собор Касперівської ікони Божої матері.

## Історія
Будівля теперішнього Центру початково будувалася під Палац культури Миколаївського суднобудівного заводу ім. 61 комунара. При виборі місця для будівництва автори проекту (архітектори Ю. В. Худяков, Е. А. Примакова, інженери Л. Г. Сандлер, Л. П. Григорьєв) прагнули максимально використати містобудівну ситуацію, що тоді склалася. При пошуці оптимального розташування будівлі на ділянці враховувалися класицистичні принципи, що превалювали в центрі Миколаєва — завершеність та врівноваженість композиції, розташування споруд з урахуванням їх сприйняття здалеку тощо. Відносно Садової вулиці Палац поставлений симетрично церкві Касперівської ікони Божої Матері й, так само як і вона, замикає перспективу Плехановської вулиці (нині Потьомкінська).
Прихильність до класичного архітектурного бачення була помітна й у трактуванні зовнішнього вигляду споруди. Симетрія, як основний композиційний прийом, виразно прочитувалась у рішенні головного та бокових фасадів, що йдуть уздовж проспекту Леніна (нині Центральний). Своїми масами Палац у проекті нагадував океанський лайнер, з притаманними йому солідністтю та укрупненністю форм. Ця схожість посилювалася завдяки об'ємові сценічної коробки, що викликала асоціації з рульовою рубкою, та великим віконним отворам — ілюмінаторам.
Просто й раціонально вирішувалася й планувальна структура. Частину будівлі, що була повернута до Садової вулиці, передбачалося використовувати як сценічну, а решта приміщень наділялася клубними функціями. Такий план дозволяв незалежно здійснювати функціонування різнохарактерних складових Палацу.
Але затисненість ділянки ставила складні проблеми. Невелика рекреаційна територія перед спорудою, недостатня площа під автостоянку, можливе виникнення «конфліктної ситуації» між знов споруджуваною будівлею та другою чергою житлового будинку художників. Для подолання цих протиріч була ідея зсунути об'єм Палацу за межі червоної лінії Плехановської вулиці. Але, з одного боку, це вимагало б закриття трамвайного руху по вулиці, а з іншого боку, не пішло б на користь ансамблеві, що складався. Після розпаду Союзу РСР будівництво Палацу було заморожено.
Через роки недобудований будинок культури було куплено австрійською компанією UNIQA Real Estate AG, яка й закінчила будівництво, перепрофілювавши дім культури у торгово-розважальний центр. В проект вкладено десятки мільйонів доларів[уточнити], а повернути вкладені кошти інвестори розраховували протягом семи років.
Концепцію миколаївського міського торгово-розважального комплексу «Сіті-Центр» розробляла компанія «Colliers International», відома в Україні такими проектами, як «Глобус», «Караван».
Новий торгово-розважальний комплекс забезпечив миколаївців 2 000 нових робочих місць.
Сіті-Центр управляється компанією «Рустлер Нерухомість Сервіс».

## Сіті-Центр сьогодні
Сіті-Центр має п'ять рівнів та розташований на території в 25 000 квадратних метрів, де розташовані супермаркети продовольчих товарів та електроніки, магазини, бутики, ресторани, фаст-фуди, салони стільникового зв'язку, банки, боулінг-клуб т, кінотеатри, автостоянка на 400 машин.
Багатозальний кінотеатр «Мультиплекс» є одним з головних достоїнств торгово-розважального центру. Він дає можливість переглянути фільми з якістю формату Dolby 3D.
З 25 000 квадратних метрів 16 000 здаються в оренду.
Серед орендарів такі компанії, як «Сільпо», «Сіті-Ком», «Мультиплекс-Холдинг», «Інтертоп» та інші. Квадратні метри згідно з концепцією проекту розподілені за видами послуг, те місце, де повинні бути фаст-фуди, не може бути продано магазину одягу.
Орієнтований «Сіті-Центр» на звичайного миколаївця та жителів сусідніх міст.